# Československá basketbalová liga 1981-1982
La Československá basketbalová liga 1981-1982 è stata la 54ª edizione del massimo campionato cecoslovacco di pallacanestro maschile. La vittoria finale è stata ad appannaggio dello Slavia VŠ Praga.

## Risultati

### Stagione regolare
|     | Squadra          | G  | V  | P  | PF   | PS   | Pt. | Qualificazione |
| --- | ---------------- | -- | -- | -- | ---- | ---- | --- | -------------- |
| 1.  | Slavia VŠ Praga  | 28 | 24 | 4  | 2723 | 2321 | 52  |                |
| 2.  | Inter Bratislava | 28 | 20 | 8  | 2605 | 2293 | 48  |                |
| 3.  | Tatran Ostrava   | 28 | 20 | 8  | 2412 | 2271 | 48  |                |
| 4.  | Zbrojovka Brno   | 28 | 17 | 11 | 2591 | 2530 | 45  |                |
| 5.  | Pardubice        | 28 | 11 | 17 | 2501 | 2605 | 39  |                |
| 6.  | VŠDS Žilina      | 28 | 9  | 19 | 2361 | 2515 | 37  |                |
|     |                  |    |    |    |      |      |     |                |
| 7.  | Baník Prievidza  | 24 | 11 | 13 | 1987 | 1986 | 35  |                |
| 8.  | Chemosvit        | 24 | 11 | 13 | 1925 | 1957 | 35  |                |
| 9.  | Sparta ČKD Praga | 24 | 9  | 15 | 2003 | 2087 | 33  | retrocesse     |
| 10. | Technika Brno    | 24 | 0  | 24 | 1796 | 2339 | 24  | retrocesse     |

| Československá basketbalová liga 1981-1982 |
| ------------------------------------------ |
| Slavia VŠ Praga 9º titolo                  |

## Formazione vincitrice
| N° | Naz.                      | Ruolo | Sportivo         |  | Alt. |  |
| -- | ------------------------- | ----- | ---------------- |  | ---- |  |
|    | Cecoslovacchia (bandiera) | P     | Gustav Hraška    |  | 187  |  |
|    | Cecoslovacchia (bandiera) | C     | Jaroslav Skála   |  | 214  |  |
|    | Cecoslovacchia (bandiera) | A     | Vladimír Ptáček  |  | 201  |  |
|    | Cecoslovacchia (bandiera) | A     | Vlastibor Klimeš |  | 197  |  |
|    | Cecoslovacchia (bandiera) |       | Juraj Žuffa      |  |      |  |
|    | Cecoslovacchia (bandiera) |       | Matušů           |  |      |  |
|    | Cecoslovacchia (bandiera) |       | Jiří Šťastný     |  |      |  |
|    | Cecoslovacchia (bandiera) |       | Bříza            |  |      |  |
|    | Cecoslovacchia (bandiera) |       | Lukášik          |  |      |  |
|    | Cecoslovacchia (bandiera) |       | Hanzlík          |  |      |  |
|    | Cecoslovacchia (bandiera) |       | Dorazil          |  |      |  |
|    | Cecoslovacchia (bandiera) |       | V. Raška         |  |      |  |
|    | Cecoslovacchia (bandiera) |       | Plajner          |  |      |  |
|    | Cecoslovacchia (bandiera) | All.  | Jaroslav Šíp     |  |      |  |

## Fonti
- Ing. Pavel Šimák: Historie československého basketbalu v číslech (1932-1985), Basketbalový svaz ÚV ČSTV, květen 1985, 174 stran
- Ing. Pavel Šimák: Historie československého basketbalu v číslech, II. část (1985-1992), Česká a slovenská basketbalová federace, březen 1993, 130 stran
- Juraj Gacík: Kronika československého a slovenského basketbalu (1919-1993), (1993-2000), vydáno 2000, 1. vyd, slovensky, BADEM, Žilina, 943 stran
- Jakub Bažant, Jiří Závozda: Nebáli se své odvahy, Československý basketbal v příbězích a faktech, 1. díl (1897-1993), 2014, Olympia, 464 stran